# Pomsta červených rajčátek
Pomsta červených rajčátek (v anglickém originále The Last of the Red Hat Mamas) je 7. díl 17. řady (celkem 363.) amerického animovaného seriálu Simpsonovi. Scénář napsal Joel H. Cohen a díl režíroval Matthew Nastuk. V USA měl premiéru dne 27. listopadu 2005 na stanici Fox Broadcasting Company a v Česku byl poprvé vysílán 6. ledna 2008 na stanici ČT2.

## Děj
Při lovu velikonočních vajíček starosty Quimbyho se Homer popere s maskotem velikonočního zajíce. Marge se vydává na prohlídku starostova sídla a ona i její přátelé jsou z Homerova vyvádění v rozpacích. Ten večer se Homer cítí provinile a neúspěšně se snaží najít Marge nové přátele. Když se jde Marge projít, potká skupinu žen, které si říkají Veselá červená rajčátka. Spřátelí se s vůdkyní Tammy a je přijata do skupiny. 
Marge se dozví, že Veselá červená rajčátka plánují ukrást Fabergého vejce ze sídla pana Burnse. Souhlasí s tím, aby zůstala ve skupině, zatímco Homer najde plány na loupež a sleduje Marge. Cestou omylem zalarmuje policii, která přistihne Veselá červená rajčátka při krádeži vajec. Když Marge odchází, prozradí Tammy, že jedno z vajec ukryla do svých vlasů, čímž loupež dokončila. Dohodnou se, že půjdou každá svou cestou a zůstanou v bezpečí, zatímco Homer ujišťuje Marge, že ho vždy bude mít jako zvláštního přítele. 
Líza mezitím hledá letní příležitosti a rozhodne se pro studium v Římě. Jedinou podmínkou, kterou Líza nesplní, je plynulá italština, a tak si najme doučovatele, z něhož se vyklube Milhouse. K Lízině překvapení Milhouse italsky plynně mluví, protože v dětství býval u své xenofobní italské babičky, která ho bila za to, že mluvil anglicky. Líza si užívá výjimečné chvíle strávené při výuce a poznávání italské kultury a začne mít Milhouse stále raději, ale brzy narazí na to, že Milhouse doučuje jinou dívku stejným způsobem, jakým učil ji, a přestane ho mít ráda. Nadává mu perfektní italštinou a honí ho klackem stejným způsobem, jako to dělala jeho babička.

## Kulturní odkazy
Když Marge sklesle prochází ulicemi Springfieldu, hraje píseň R.E.M. „Everybody Hurts“. Paní Quimbyová je v epizodě označena jako „zřídka vídaná manželka“ starosty Quimbyho, jde o odkaz na to, že se v seriálu příliš často neobjevuje. Když Sherri zmiňuje, že Řím založila dvojčata, odkazuje na legendu o Romulovi a Removi.
V epizodě hostuje Lily Tomlinová jako Tammy, jedna z členek Veselých červených rajčátek a Margina kamarádka.

## Přijetí
Benjamin Robinson z alt.tv.simpsons díl ohodnotil známkou B− a uvedl, že „příběh obsahuje zajímavé prvky, ale skutečná show je zapomenutelná. Pohled na Veselá červená rajčátka nám dává určitý dojem, o čem tato skupina je, ale nikdy se pořádně nedozvíme, a tím pádem ani nepoznáme, co je to za skupinu. (…) Ani plán loupeže není příliš poutavý. Zato vedlejší zápletka, v níž Milhouse doučuje Lízu italštinu, je zajímavější, z velké části proto, že je překvapivé vidět Milhouse v něčem tak kompetentním. Nicméně tato dějová linie končí až příliš náhle. Je zde několik opravdu dobrých vtipů, ale tato epizoda by potřebovala více obsahu.“